# مكحول الشامي
مكحول أو مكحول الشامي، أو مَكْحُول الهُذَلي هو مكحول بن عبد الله، أبو عبد الله الشامي. محدِّث فقيه حافظ، عالم أهل الشام، من كبار أعلام التابعين، وأشهر فقهائهم في بلاد الشام. روى أحاديث مرسلة عن جماعة من الصحابة والتابعين، قيل هو مكحول بن أبي مسلم شهراب بن شاذل بن سند بن شروان بن يزدك بن يغوث بن كسرى وأن مكحولا سبي من كابل عداده في أوساط التابعين من أقران الزهري  توفي سنة 113 أو 114هـ.

## مولده وأصله
قيل أصله من فارس ومولده بكابل. سُبي وصار مولى لامرأة من مصر. ثم أُعتق وتفقه. 
يذكر الذهبي الاختلاف في ولاء مكحول ويرجح أنه مولى امرأة هذلية:
وقيل مولى امرأة أموية وقيل كان لسعيد بن العاص فوهبه للهذلية فأعتقته.
وقيل كان نوبياً.
وقيل من الأبناء ولم يملك. نقل الذهبي هذه المقولة ونفاها بقوله «ليس هذا بشيء».
وقيل أصله من هراة.

## حياته
ورحل في طلب الحديث. قال: طفت الأرض كلها في طلب العلم، عتقت في مصر، فلم أدع بها علماً إلا حويته فيما أرى، ثم أتيت العراق ثم المدينة فلم أدع بهما علماً إلا حويته فيما أرى، ثم أتيت الشام فغربلتها، وقال: ما استودعت صدري شيئا إلا وجدته حين أريد.
ثم استقر بدمشق لهذا يسميه الحافظ الذهبي في سير أعلام النبلاء عالم أهل الشام. وبها يكنّى أيضاً فقيل هو عبد الله وقيل أبو أيوب وقيل أبو مسلم الدمشقي وذكر أن داره بطرف سوق الأحد.

## عمله الحديثي
أرسل عن النبي صلى الله عليه وسلم أحاديث. كما أرسل عن عدة من الصحابة لم يدركهم كأبي بن كعب وثوبان وعبادة بن الصامت وأبي هريرة وأبي ثعلبة الخشني وأبي جندل بن سهيل وأبي هند الداري وأم أيمن وعائشة.
و عدد الحافظ الذهبي عن شيخه صاحب التهذيب أسماء تابعين كثر أرسل عنهم مكحول ويشك أنه قابلهم. ولكن الذهبي صحح قول شيخه في كونه نقل عن الهيثم بن حميد ورأى أنما روى عن أصحاب مكحول.
كان يفتي بقوله ويدريه.

## مكانته العلمية
| قال عبد الرحمن بن زيد بن أسلم: «لما مات العبادلة: عبد الله بن عباس وعبد الله بن الزبير وعبد الله بن عمر وعبد الله بن عمرو بن العاص: صار الفقه في جميع البلدان إلى الموالي: فقيه مكة عطاء، وفقيه اليمن طاوس، وفقيه اليمامة يحيى بن أبي كثير، وفقيه البصرة الحسن، وفقيه الكوفة إبراهيم النخعي، وفقيه الشام مكحول، وفقيه خراسان عطاء الخراساني، إلا المدينة فإن الله تعالى خصها بقرشي فقيه غير مدافع: سعيد بن المسيب.» |
| —طبقات الفقهاء لأبي إسحاق الشيرازي |

عن الزهري أنه قال العلماء أربعة: سعيد بن المسيب بالمدينة والشعبي بالكوفة والحسن بالبصرة و مكحول بالشام.
وقال سعيد بن عبد العزيز كان سليمان بن موسى يقول «إذا جاءنا العلم من الحجاز عن الزهري قبلناه وإذا جاءنا من الشام عن مكحول قبلناه وإذا جاءنا من الجزيرة عن ميمون بن مهران قبلناه وإذا جاءنا من العراق عن الحسن قبلناه هؤلاء الأربعة علماء الناس في خلافة هشام».
وروى مروان بن محمد عن سعيد بن عبد العزيز قال كان مكحول أفقه من الزهري مكحول أفقه أهل الشام.
وقال عثمان بن عطاء كان مكحول رجلا أعجميا لا يستطيع أن يقول قل يقول كل فكل ما قال بالشام قبل منه.
وروى أبو مسهر عن سعيد بن عبد العزيز قال لم يكن في زمن مكحول أبصر بالفتيا منه.
وقال محمد بن عبد الله بن عمار مكحول إمام أهل الشام.
وقال العجلي تابعي ثقة.
وقال ابن خراش صدوق يرى القدر.
وروى مروان بن محمد عن الأوزاعي قال لم يبلغنا أن أحدا من التابعين تكلم في القدر إلا هذين الرجلين الحسن ومكحول فكشفنا عن ذلك فإذا هو باطل قلت يعني رجعا عن ذلك.
قال أبو حاتم ما بالشام أحد أفقه من مكحول.
قال ابن يونس ذكر أن مكحولا من أهل مصر ويقال كان لرجل من هذيل مصري فأعتقه فسكن الشام ويقال إنه من الفرس من السبي الذين سبوا من فارس ويكنى أبا مسلم وكان فقيها عالما ورأى أبا أمامة وأنسا وسمع واثلة بن الأسقع.

## وفاته
اختلف في وفاته. ونقل ذلك الخلاف الذهبي في سير أعلام النبلاء:
فقال أبو نعيم ودحيم وجماعة سنة اثنتي عشرة ومئة وقال أبو مسهر مات سنة ثلاث عشرة.
وقال مرة بعد سنة اثنتي عشرة وقال أيضا سنة أربع عشرة.
وقال سليمان ابن بنت شرحبيل وأبو عبيد مات سنة ثلاث عشرة.
وقال محمد بن سعد مات سنة ست عشرة ومئة.
وقال ابن يونس وآخر سنة ثماني عشرة ومئة وهذا بعيد
وحاصل الخلاف هو بين 112هـ أو 113 هـ أو 114 هـ أو 116 هـ . وأبعد التقديرات 116 هـ.

## وصلات خارجية
- البداية والنهاية
- الجامع في الجرح والتعديل